# Ali Guermassi
 (janvier 2024).
Si vous disposez d'ouvrages ou d'articles de référence ou si vous connaissez des sites web de qualité traitant du thème abordé ici, merci de compléter l'article en donnant les références utiles à sa vérifiabilité et en les liant à la section « Notes et références ».
Ali Guermassi (arabe : علي القرماسي), né en 1923 et mort en 1992, est un peintre tunisien.

## Œuvre

### Style
Son œuvre est naïve dans sa simplicité et dans sa sincérité, la fraîcheur et l'ingénuité de son expression, mais aussi attachante dans sa quête de défi du temps et d'immortalisation de l'éphémère. Exemple typique de l'artiste-peintre naïf, Guermassi n'a pas fréquenté les écoles d'art mais son talent lui a permis de ne rien envier aux figures de la peinture tunisienne. C'était un personnage apprécié pour sa modestie et son fort attachement à son art.
Adepte de l'art figuratif, il refuse la recherche fortuite, les errances stylistiques et les flâneries abstraites. Il s'applique à représenter des aspects et des paysages de la vie traditionnelle, riche de sa diversité et de sa signification. Ce n'est pas un artiste réaliste, au sens de la représentation minutieuse et objective de scènes et de portraits de la réalité, ni au sens de la reproduction de sujets originaux et singuliers, mais au sens de la recherche de scènes appelées à disparaître sous l'effet d'un modernisme considéré comme dévastateur.

### Sujets
Mœurs d'autrefois, réminiscences et scènes de rites, d'habitudes et d'animation des quartiers populaires se côtoient dans son œuvre. La danse du boussadia, le daguèze, le tisserand, le chaouachi, le vendeur de jasmin, le marchand des quatre saisons, la porteuse d'eau ou le fumeur de kif sont autant de portraits de personnages jadis familiers qui agrémentent son œuvre, au même titre que les quartiers de la médina qu'il affectionne tant et qu'il dépeint avec émotion, ou les scènes d'une vie quotidienne qu'il sent condamnée au changement inexorable : le bain maure, le café arabe ou les fêtes traditionnelles.

## Héritage
Une galerie a été baptisée en son nom et un timbre postal a été émis en 1993, en hommage à son œuvre et à sa contribution à l'art en Tunisie.

## Sources
- « Guermassi à la recherche du temps perdu », Le Sport,‎ 16 mars 1981.